# Cassida nigrodentata
Cassida nigrodentata es un coleóptero de la familia Chrysomelidae.
Fue descrita científicamente en 1988 por Medvedev & Eroshkina.